# Tiamat
Tiamat — шведський рок-гурт зі Стокгольма.

## Історія гурту
Гурт був створений у 1988 році під назвою Treblinka. Записавши два демо-записи «Crawling in Vomits» та «Sign of the Pentagram» колектив підписав контракт зі студією CMFT та змінив назву на Tiamat (шумерська богиня хаосу).
Перший альбом вийшов у 1990 році під назвою «Sumerian cry». У його записі брали участь Йохан Едлунд (вокал), Йорген «Юка» Талберг (бас-гітара) та сесійні музиканти Стефан Эметик Лагергрен (гітара) та Андрес «Найсе» Холмберг. Промоушен альбому був неякісний, тому гурт підписав контракт з іншою студією — Century Media. На той час у гурті з'явились гітарист Томас Петерсон та барабанщик Никлас Екстранд.
Наступний альбом «The Astral Sleep» був професійніший за перший, та являв собою суміш агресивного дез-металу з важкою готикою.
У 1993 вийшов досить успішний альбом «Clouds», особливу увагу критиків привернули дві пісні з нього «In A Dream» та «The Sleeping Beauty».
Після виходу у 1994 EP «The Sleeping Beauty — Live in Israel» Йохан Едлунд незадоволений рівнем виконавців, майже повністю змінив склад колективу. Запросивши сесійних музикантів, він 1994 року записав альбом «Wildhoney», який став дуже популярним і був сумішшю дез-металу та психоделіки.
1995 року пройшов концертний тур гурту, після якого Йохан Едлунд оголосив себе єдиним постійним учасником гурту та знов змінив її склад.
Наступний альбом «A Deeper Kind of Slumber» був записаний у домашній студії Едлунда з продюсером Дирком Драгером та був за своїм саундом досить незвичайним для Tiamat. На ньому було приділено багато уваги електронній музиці, пісні були дуже різні за настроєм.
Диск «Skeleton Skeletron» вийшов у 1999 та був вдалішим. Композиція з нього «Brighter Than The Sun» стала хітом, а кліп до неї увійшов до багатьох збірок металічних кліпів. Цей та наступний альбом Judas Christ (вийшов 2002 року) були зроблені у стилі готик-метал.
Альбом гурту «Amanethes» вийшов 2008 року на лейблі Nuclear Blast.
В червні 2013 році Tiamat відвідав Україну, де разом з декількома іншими шведськими гуртами виступив на фестивалі Рок Січ на київському Трухановому острові.

## Дискографія

### Студійні альбоми
- Sumerian Cry — 7 червня, 1990 CMFT Productions
- The Astral Sleep — 1 вересня 1991 Century Media
- Clouds — 2 квітня, 1992 Century Media
- Wildhoney — 25 жовтня, 1994 Century Media
- A Deeper Kind of Slumber — 12 серпня, 1997 Century Media
- Skeleton Skeletron — 11 серпня, 1999 Century Media
- Judas Christ — 30 квітня, 2002 Century Media
- Prey — 27 жовтня, 2003 Century Media
- Amanethes — 18 квітня, 2008 Nuclear Blast Records
- The Scarred People - 2 листопада, 2012 Napalm Records

### Демо-записи
- A Winter Shadow (Demo) (1990)

### Сингли
- Cold Seed (single) (1997)
- Brighter than the Sun (single) (1999)
- Vote For Love (single) (2002)
- Cain (single) (2003)

### Міні-диски
- Gaia (EP) (1994)
- For Her Pleasure (EP) (1999)
- Dancing With MAYA (EP) (2022)

### Концертні альбоми та DVD
- The Sleeping Beauty (Live in Israel) (Live) (1993)
- The Church of Tiamat (DVD) (2006)

### Збірки
- The Musical History of Tiamat (Live/Compilation(2 Disc)) (1995)
- Commandments (Best of/Compilation) (2007)
- The Ark of the Covenant — The Complete Century Media Years (Boxed set (12 Disc/1 DVD)) (2008)